# آریل جیکوبز
آریل جیکوبز (به انگلیسی: Arielle Jacobs) خواننده و بازیگر آمریکایی است که بیشتر در صحنه تئاتر موزیکال دیده می‌شود. او بیشتر به خاطر بازی در نقش نینا روزاریو در تور ایالات متحده و تئاتر برادوی شناخته شده‌است.
او در هنرستان موسیقی سانفرانسیسکو و بعداً در هنرستان موسیقی وست مینستر تحصیل کرد. اولین سابقه حضور او در سینمای حرفه ای در ده سالگی بود که در یک موزیکال جدید به نام انتخاب شد ترانه ای برای اسب دیوانه در مرکز هنرهای نمایشی کوهستان ویو در کالیفرنیا درخشید.

## سوابق
| سال       | عنوان                  | نقش              | نمایش                               | یادداشت‌ها                                                                             |
| --------- | ---------------------- | ---------------- | ----------------------------------- | ------------------------------------------------------------------------------------- |
| ۲۰۰۷      | موزیکال دبیرستان دیزنی | گابریلا مونتز    | مختلف                               | تور ملی                                                                               |
| ۲۰۰۹      | در ارتفاعات            | نینا روزاریو     | مختلف                               | تور ملی                                                                               |
| ۲۰۱۰–۲۰۱۱ | در ارتفاعات            | نینا روزاریو     | تئاتر ریچارد راجرز                  | اولین برادوی او این نقش را از ۱۵ نوامبر ۲۰۱۰ تا پایان نمایش در ۹ ژانویه ۲۰۱۱ بازی کرد |
| ۲۰۱۵      | بدجنس                  | نساروز           | گرشوین تیاتر                        | تولید برادوی                                                                          |
| ۲۰۱۵      | به سوی جنگل            | همسر نانوا       | مرکز ارشت                           | میامی، فلوریدا                                                                        |
| ۲۰۱۶      | علاءالدین              | شاهزاده خانم یاس | کاپیتول تیاتر، سیدنی تئاتر هر مجستی | تولید استرالیا جیکوبز آخرین نمایش خود را به عنوان پرنسس یاس در ۴ دسامبر ۲۰۱۶ اجرا کرد |
| ۲۰۱۷      | بین خطوط               | دلیله            | کانزاس سیتی نماینده                 | اولین نمایش موزیکال جهانی بر اساس کتاب جودی پیکولت و سامانتا ون لیر                   |
| ۲۰۱۸–۲۰۲۰ | علاءالدین              | شاهزاده خانم یاس | تئاتر نیو امستردام                  | تولید برادوی                                                                          |
| ۲۰۲۲      | بین خطوط               | دلیله            | صحنه دوم                            | اولین نمایش خارج از برادوی                                                            |